# Giro del Lazio 1947
Il Giro del Lazio 1947, tredicesima edizione della corsa, si svolse il 13 aprile 1947 su un percorso di 244 km con partenza e arrivo a Roma. Fu vinto dall'italiano Michele Motta, che completò il percorso in 7h03'04" precedendo i connazionali Giulio Bresci e Giordano Cottur.
I corridori che tagliarono il traguardo furono 59.

## Ordine d'arrivo (Top 10)
| Pos. | Corridore           | Squadra          | Tempo    |
| ---- | ------------------- | ---------------- | -------- |
| 1    | Michele Motta       | Lygie            | 7h03'04" |
| 2    | Giulio Bresci       | Welter           | s.t.     |
| 3    | Giordano Cottur     | Wilier Triestina | s.t.     |
| 4    | Renzo Zanazzi       | Legnano          | a 2'31"  |
| 5    | Vincenzo Rossello   | Wilier Triestina | s.t.     |
| 6    | Giannino Piccolroaz | Wilier Triestina | s.t.     |
| 7    | Vittorio Seghezzi   | Lygie            | s.t.     |
| 8    | Quirino Toccaceli   | Olmo             | a 3'01"  |
| 9    | Angelo Menon        | Lygie            | s.t.     |
| 10   | Ezio Cecchi         | Welter           | s.t.     |